# Bram Jager en zijn buur
Bram Jager en zijn buur (Frans: Marc Lebut et son voisin), ook bekend onder de naam De Ford T, is een Belgische stripreeks van tekenaar Francis Bertrand en scenarioschrijver Maurice Tillieux en voor het eerst gepubliceerd in nummer 1452 van het weekblad Robbedoes. De strip is gebaseerd op een eerdere strip van Francis, Monsieur Bulle et son auto, gepubliceerd in het tijdschrift Record. Tillieux creëerde echter het personage van Bram Jager. Na de dood van Tillieux in 1978 heeft Francis de serie voortgezet. Later schrijven Raymond Maric en Lucien Froidebise ook nog scenario's.

## Personages
De hoofdpersoon van de serie is Bram Jager. Hij is de eigenaar van een T-Ford die hij in het begin van de verhalenreeks heeft verworven. Hij kan niet stilzitten en is de eeuwige kwelgeest van zijn buurman Haasje, die zich altijd door Bram Jager laat misbruiken.
Meneer Haasje, de andere hoofdpersoon van de serie, is een klein, rond mannetje met een grote snor en ronde hoed. Hij probeert een rustig leventje te leiden ondanks de uitspattingen van zijn buurman. Zijn grootste probleem is dat hij geen "nee" kan zeggen, waardoor Bram Jager altijd op hem kan rekenen - en van hem kan profiteren.
Meneer Haasje werkt in een drukkerij, waarvan meneer Drops de directeur is. Deze laatste aarzelt niet, net als Bram Jager, om de goedheid van meneer Haasje te misbruiken.

## Verhalen

### Boekuitgaven
De albums 2, 12, 14, 14a en 15 bevatten elk één verhaal. De andere albums zijn gevuld met een aantal korte verhalen van telkens 2-8 pagina's.
- 1 Allégro Ford T / Allegro Ford T (Tillieux/Francis), Dupuis, 1968. In 1981 is een (verkorte) herdruk verschenen.
- 2 L'homme des vieux / Maak je niet druk (Tillieux/Francis), Dupuis, 1969. In 1982 is een (verkorte) herdruk verschenen.
- 3 Balade en Ford T / Ballade in Ford T (Tilleux/Francis), Dupuis, 1970. In 1982 is een (verkorte) herdruk verschenen.
- 4 Voisin et Ford T / Buurman en Ford T (Tilleux/Francis), Dupuis, 1971. In 1983 is een (verkorte) herdruk verschenen.
- 5 La Ford T dans le vent / Deining om de Ford T (Tilleux/Francis), Dupuis, 1971. In 1984 is een (verkorte) herdruk verschenen.
- 6 La Ford T gagne / De Ford T wint (Tilleux/Francis), Dupuis, 1972
- 7 La Ford T en vadrouille / De Ford T aan de zwabber (Tilleux/Francis), Dupuis, 1972
- 8 Ford T antipollution / Ford T tegen vervuiling (Tilleux/Francis), Dupuis, 1973
- 9 La Ford T en vacances / De Ford T met vakantie (Tilleux/Francis), Dupuis, 1974
- 10 Gags en Ford T / Gags per Ford T (Tilleux/Francis), Dupuis, 1975
- 11 La Ford T énergique / Wind mee voor Ford T (Francis), Dupuis, 1977
- 12 Ford T fortissimo / Ford T fortissimo (Francis), Dupuis, 1978
- 13 La Ford T récalcitrante / De weerbarstige Ford T (Francis), Dupuis, 1979
- 14 La Ford T fait des bonds / De Ford T maakt rare sprongen (Francis), Dupuis, 1980
- 14a Le Buste à bedon / De buste van de baas (Francis), 1982 (speciale uitgave van Robbedoes)
- 15 Le Voisin porte-veine / (De geluks-buur) (Lucien Froidebise/Francis, Récréabull, 1986 (alleen in het Frans verschenen)

Bij uitgeverij Le Coffre à BD is in het Frans een volledige uitgave van de verhalen verschenen (inclusief een groot aantal niet in album verschenen gags) in elf boeken:
- Intégrale 1: 1966-1968
- Intégrale 2: 1968-1969
- Intégrale 3: 1969-1970
- Intégrale 4: 1970-1971
- Intégrale 5: 1971
- Intégrale 6: 1972-1973
- Intégrale 7: 1973-1975
- Intégrale 8: 1975-1977
- Intégrale 9: 1977-1979
- Intégrale 10: 1980-1982 et albums Dupuis
- Intégrale 11: 1982-1986 et inédits

### Niet in boekvorm verschenen verhalen
In Robbedoes/Spirou zijn alles bij elkaar nog zo'n 130 pagina's verschenen (vooral gags van 1-2 pagina's) die nooit in een album gepubliceerd zijn, evenals ruim 30 voorpagina's. Het gaat om de volgende korte verhalen (met tussen haakjes het aantal pagina's en het nummer van Robbedoes waarin het is gepubliceerd):
- Vrolijk Pasen! (6 pag.; 1511)
- De vondst 2e deel (6 pag.; 1512). Hiervan zijn alleen pag. 3 t/m 6 in album 1 verschenen.
- Een zaag! (1 pag.; 1611)
- Ford T te water (1 pag.; 1613)
- Buurman is jarig... (1 pag.; 1615)
- Uitrit (1 pag.; 1619)
- Vissen (1 pag.; 1622)
- 'n Handje helpen (1 pag.; 1625)
- Mollen (1 pag.; 1632)
- Schilderen (1 pag.; 1634)
- Houd de dief! (1 pag.; 1641)
- De proef op de som (1 pag.; 1645)
- De loodgieter (1 pag.; 1648)
- Tabak (1 pag.; 1661)
- Auto-rennen (1 pag.; 1664)
- Te water... (1 pag.; 1665; nogmaals gepubliceerd in 1668)
- Stuurloos (1 pag.; 1674)
- De schat (1 pag.; 1675)
- Vuilnisbak (1 pag.; 1681)
- [Het drankje van Guust] (5 losse plaatjes; 1682)
- Brieven aan mijn buur (2 pag.; 1683). Geïllustreerd verhaal.
- Buren (1 pag; 1684)
- Hypnose (1 pag.; 1686)
- Vuur (1 pag.; 1687)
- Stilte! (1 pag.; 1694)
- Gevlogen (1 pag; 1708)
- Reclame (1 pag.; 1709)
- Lawaai (1 pag.; 1719)
- Kleuren! (1 pag.; 1720)
- [De explosie, met Guust] (9 stroken en 1,5 pag.; 1721)
- Licht! (1 pag.; 1723)
- Hik! (1 pag.; 1726)
- Nogal wiedes (1 pag.; 1734)
- Ontmoeting! (1 pag.; 1742)
- Stop (1 pag.; 1747)
- Jarig (1 pag.; 1749)
- Een lift (1 pag.; 1752)
- [Pop-art] (1 pag.; 1756)
- Lenen (1 pag.; 1764)
- [Een grote vis] (1 pag.; 1776)
- Portret (1 pag.; 1807)
- [Vliegende vis] (1 pag.; 1816)
- [Saus] (1 pag.; 1819)
- [Lawaai met Pasen] (2 pag.; 1827)
- [Whisky] (1 pag.; 1848)
- [De ingebeelde zieke] (1 pag.; 1875B)
- [Stoplicht] (1 pag.; 1877)
- [Stank voor dank] (1 pag.; 1881)
- [Affiche] (1 pag.; 1908)
- De krata (2 pag.; 1913)
- [De wiskundeknobbel] (1 pag.; 2057)
- [Lachtherapie] (2 pag.; 2064)
- [In bad] (1 pag.; 2067)
- [Sneeuwruimen] (2 pag.; 2068)
- [Geheugenverlies] (1 pag.; 2075)
- [Zwemmen] (1 pag.; 2077)
- [Hogerop] (1 pag.; 2091)
- [Te voet] (1 pag.; 2092)
- [Remmen] (1 pag; 2093)
- [Barbecue] (1 pag.; 2095 & 2329)
- [Auto-onderdelen] (2 pag.; 2097)
- [Gek] (1 pag.; 2110)
- [De weg naar Hulst] (1 pag.; 2113)
- Electri-city (8 pag.; 2126/2127)
- [Benzine] (2 pag.; 2151)
- [Autopech] (4 pag.; 2187)
- De Ford T net nieuw (6 pag.; 2246)
- [Belastingaangifte] (1 pag.; 2283)
- [Liften] (2 pag.; Robbedoes+ 2)
- [De boom in] (1 pag.; 2328)
- Het wel en wee van de Ford T (8 pag.; 2329)
- [Het meer] (1 pag.; 2335)
- [Waterfiets] (1 pag.; 2369)
- [De loodgieter] (1 pag.; 2381)
- [De travestiet] (2 pag.; Stripspotters). Een licht-erotische parodie, getekend door Francis zelf.

Daarnaast zijn enkele verhalen uitsluitend in Spirou, de Franse versie van Robbedoes, verschenen:
- Ça roule! (1 pag.; 1730)
- Nettoyage à sec (2 pag.; 1731)
- Le voisin (2 pag.; 1800). Geïllustreerd verhaal.
- [Clef anglaise] (1 pag.; 2325)
- [La planche] (1 pag.; 2330)
- [La devinette] (1 pag.; 2333)
- [Le vampire] (1 pag.; 2334)

## Trivia
- Bram Jager en zijn buur hebben een gastoptreden in deel 5 van de serie Wielergek! door tekenaar Jean-Luc Garréra en schrijver Alain Julié. Op pagina 37 zijn ze toeschouwers bij een wielerwedstrijd.